# Rotsen van Adršpach

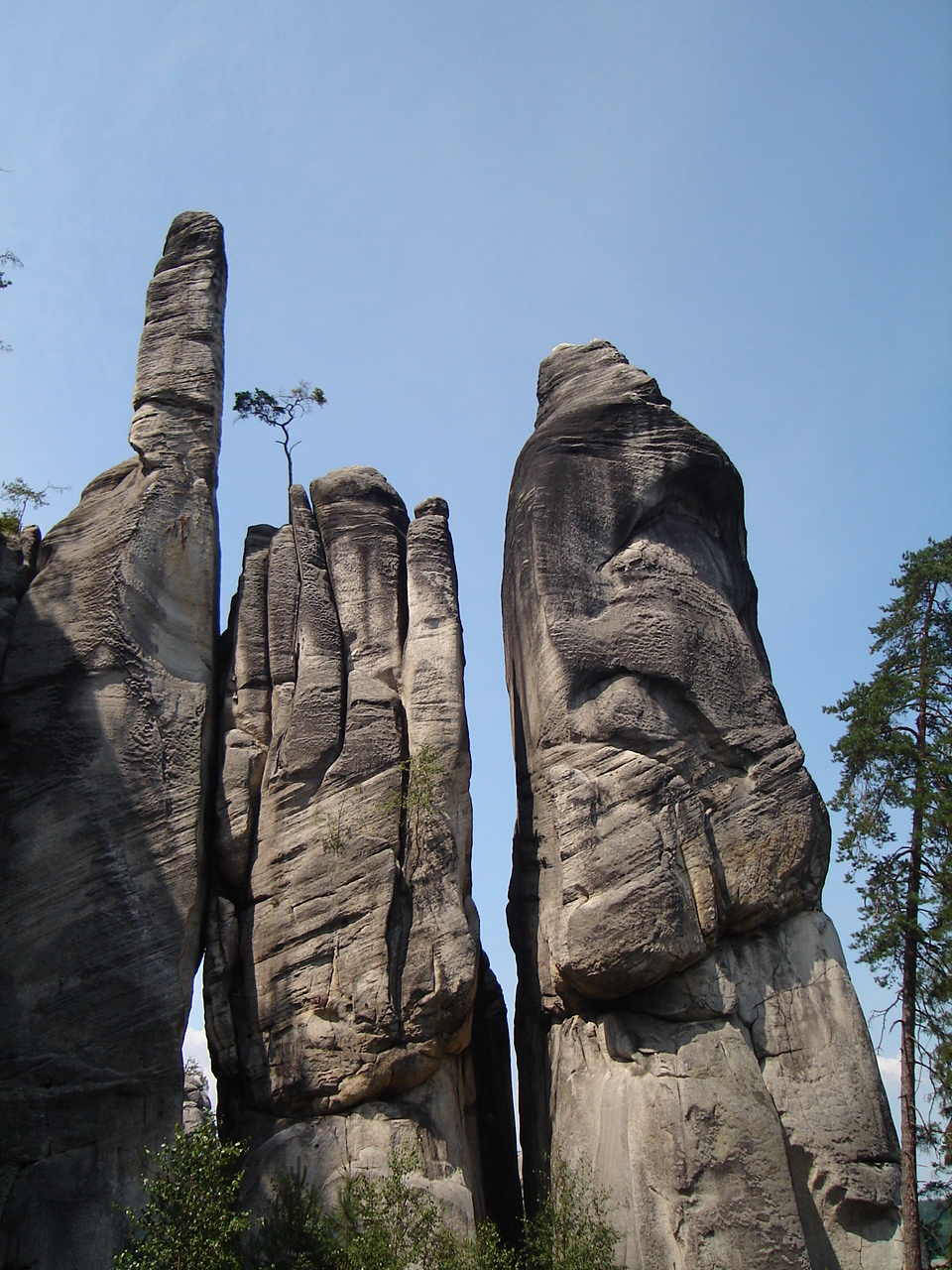
Rotsformatie

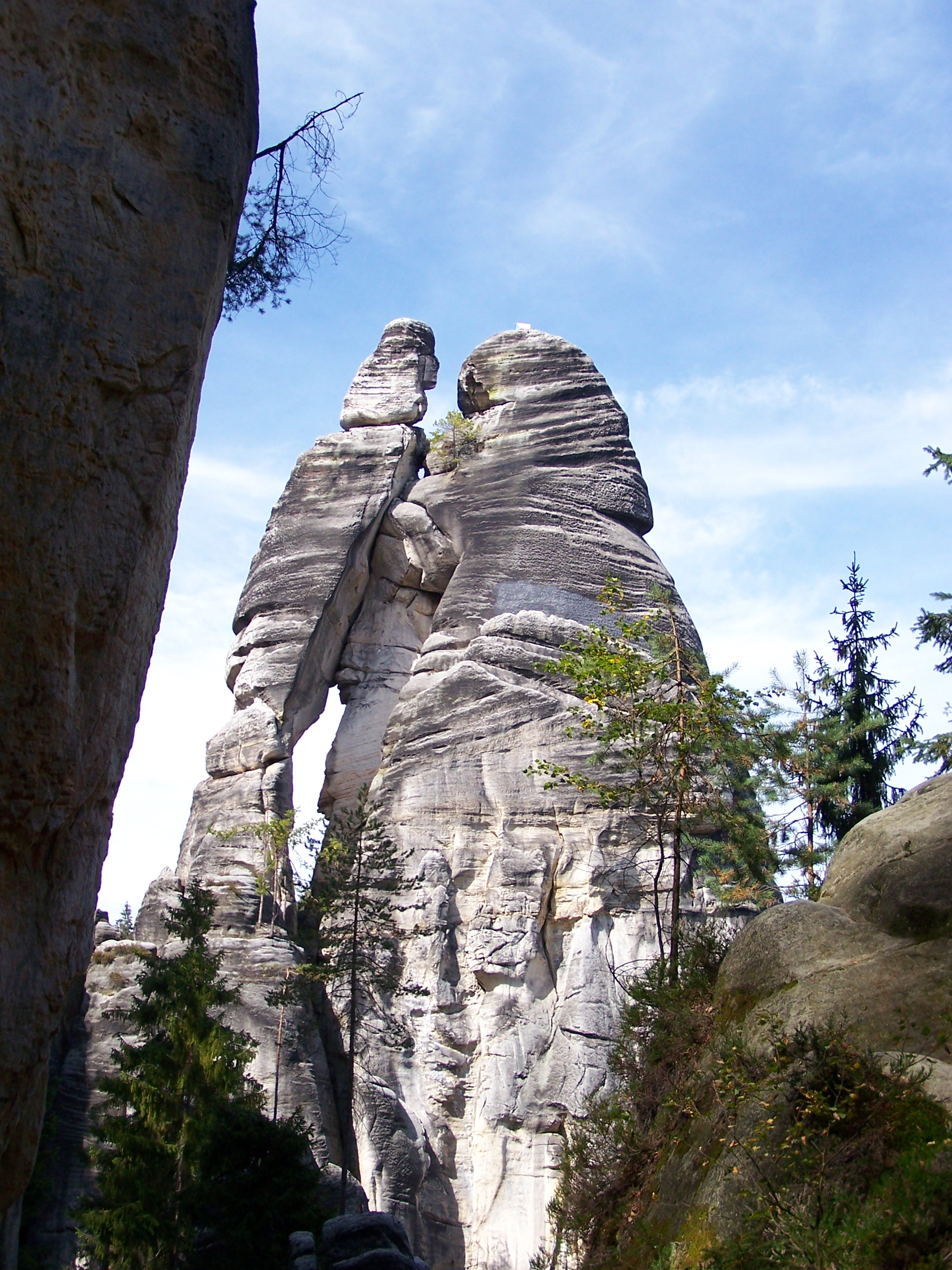
Adršpašskoteplické skály 'Milenci' (Rotsformatie Adršpach 'Liefdespaar')

Rotsen van Adršpach (Tsjechisch: Adršpašské skály) is een stad van zandstenen rotsformaties dicht bij het Reuzengebergte tussen de plaatsen Adršpach en Teplice nad Metují, in de Noord-Tsjechische regio Hradec Králové. Deze zandsteenrotsen liggen op een hoogte van ongeveer 500 meter en gelden als natuurreservaat.
Bereikbaar vanaf Hradec Králové over de E67 naar Náchod. Vanaf Trutnov bereikbaar over de R37 en R33 naar Náchod.
De rotsen hebben mooie namen zoals de Geliefden en hun kus, Burgemeester met zijn vrouw, Gerechtshuis, Suikerbrood, en IJsbeer. Er zijn diverse toeristische wandelroutes uitgestippeld. Ook ligt er, diep tussen de rotsen, het Adršpach-meer, waar men rondvaarten kan maken. Tevens is er een grote en kleine waterval.
Er zijn circa 1800 rotstorens die beklommen kunnen worden. De rotsen van Adršpach zijn voor het eerst beklommen op 21 mei 1923 door Richard Eichler. Sinds 1966 wordt jaarlijks de Lente van de Bergbeklimmers georganiseerd.

## Afbeeldingen

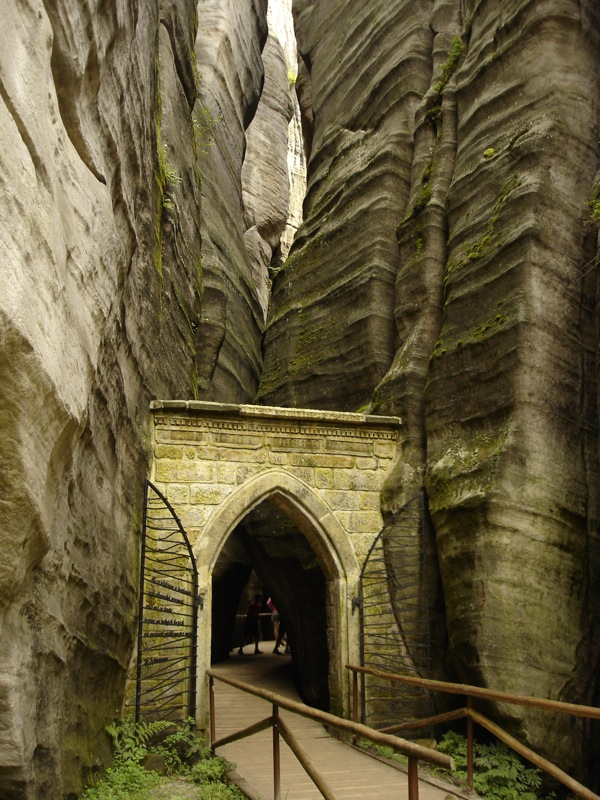
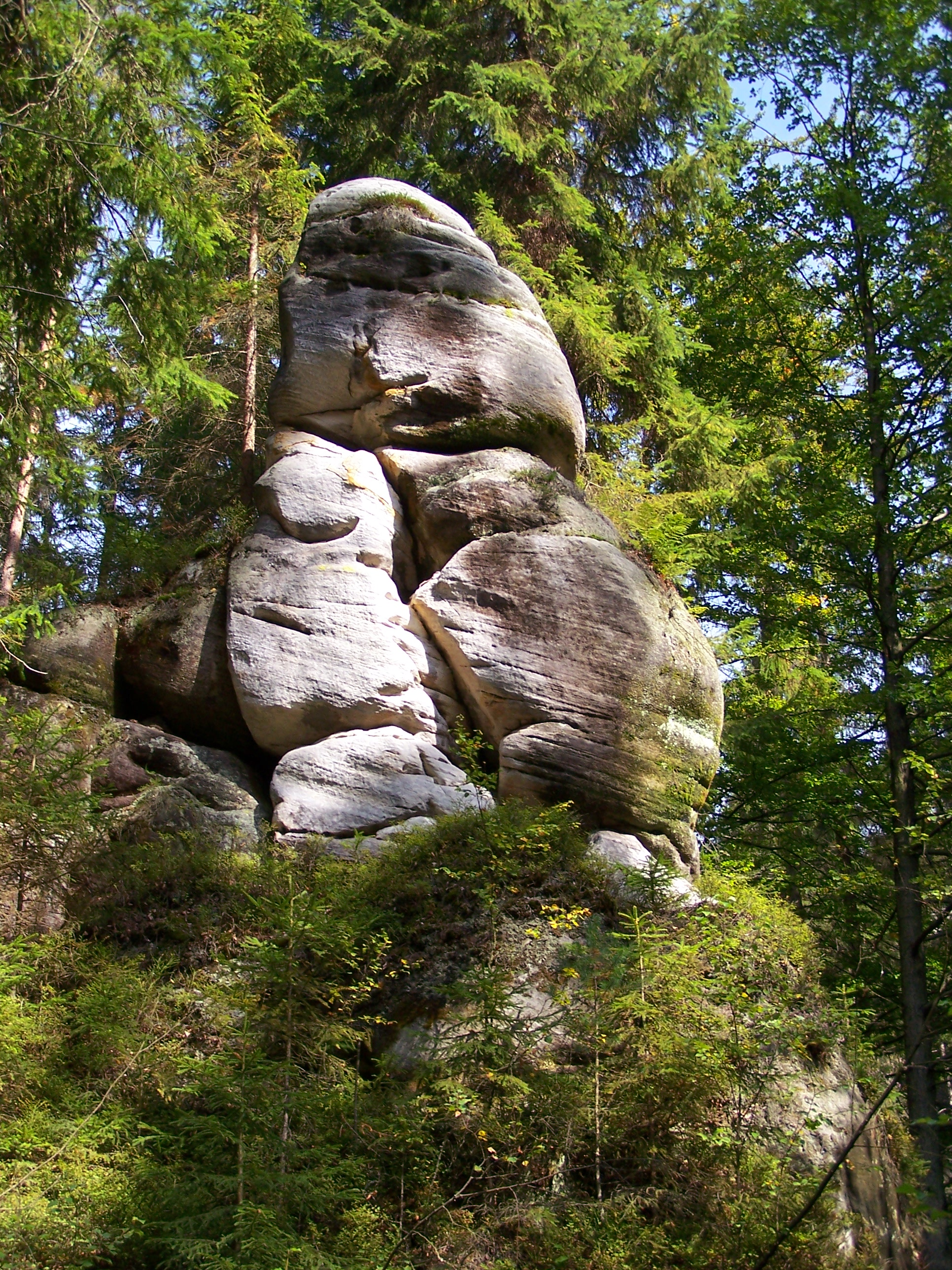
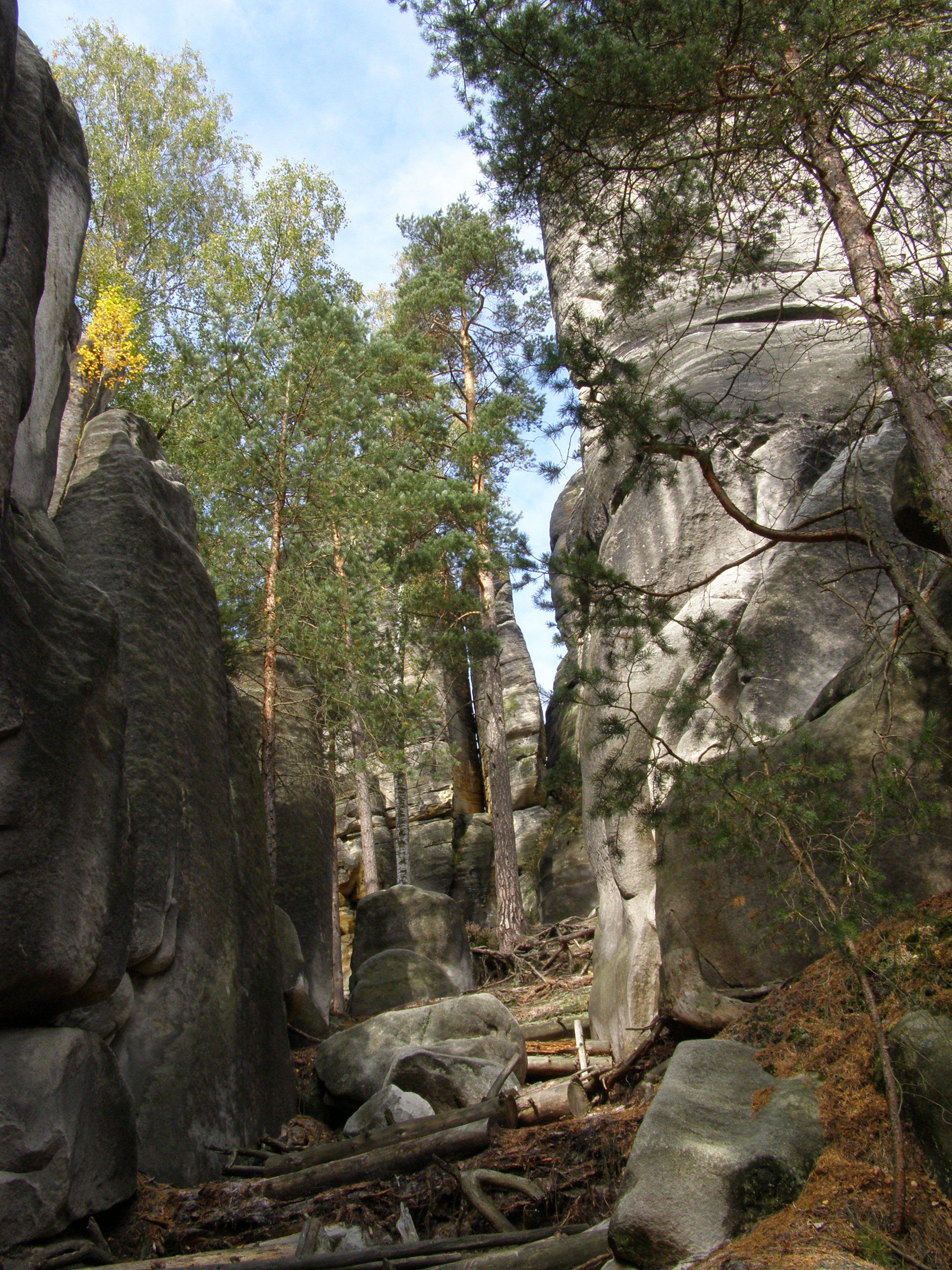
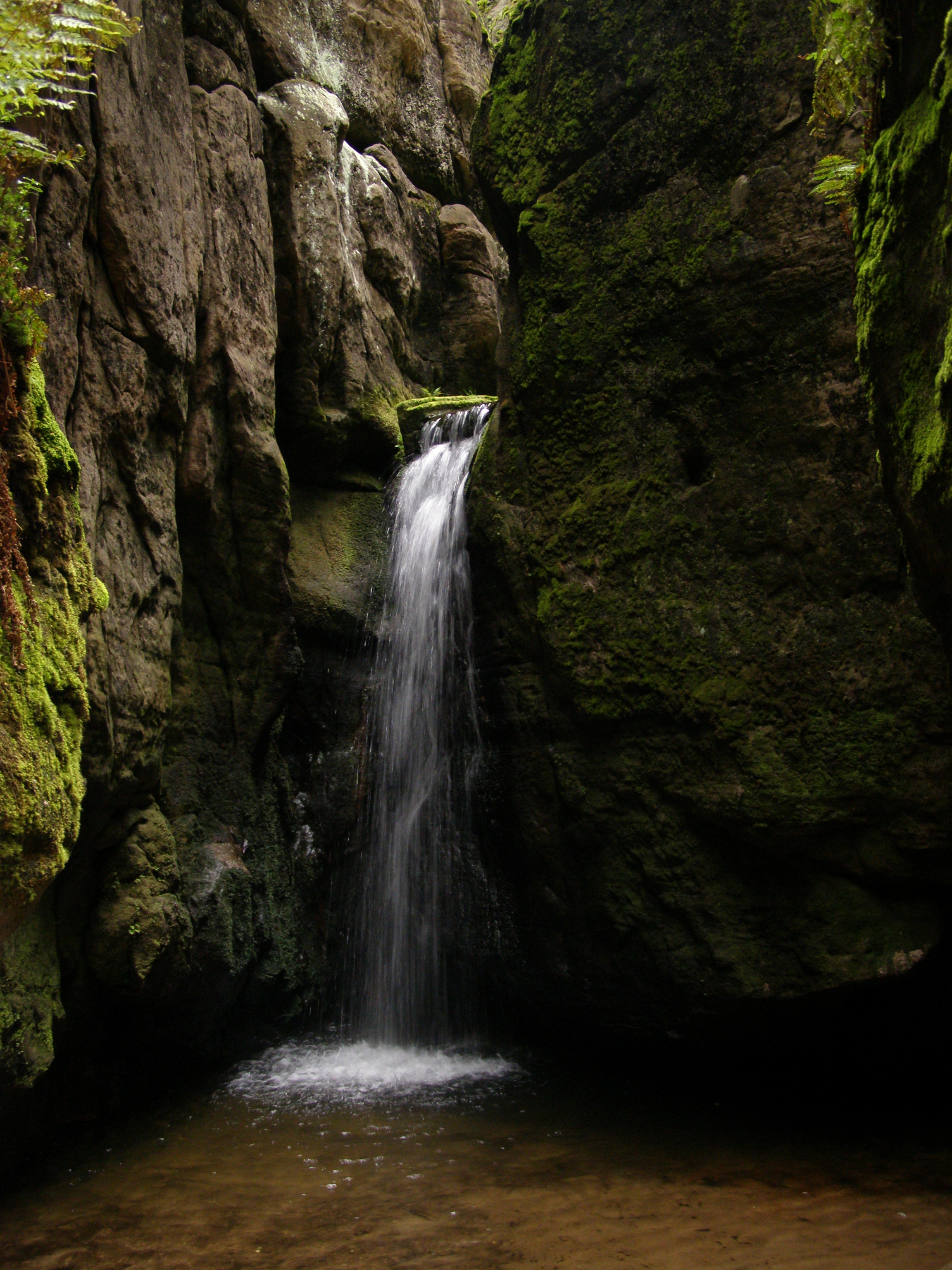
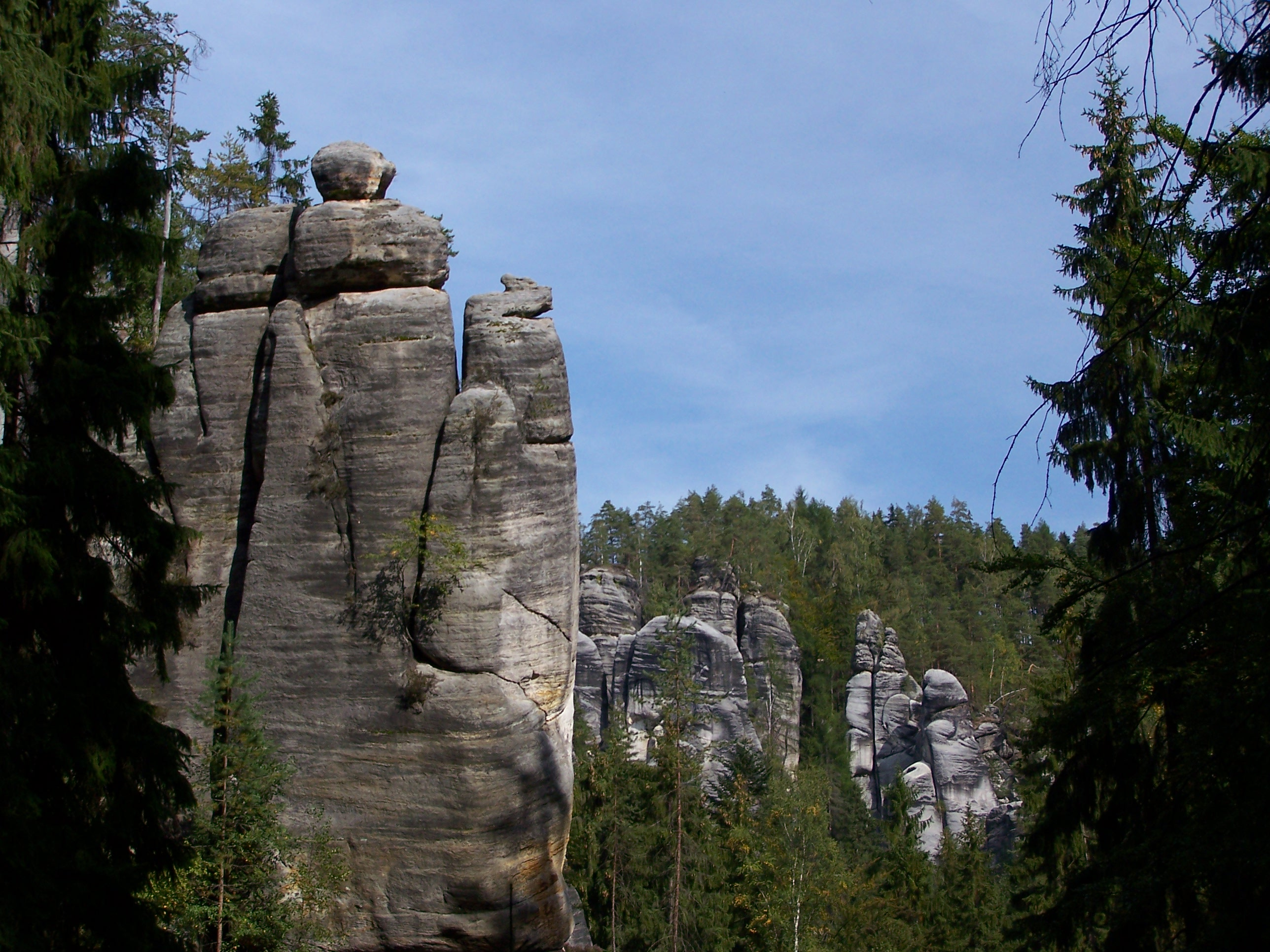
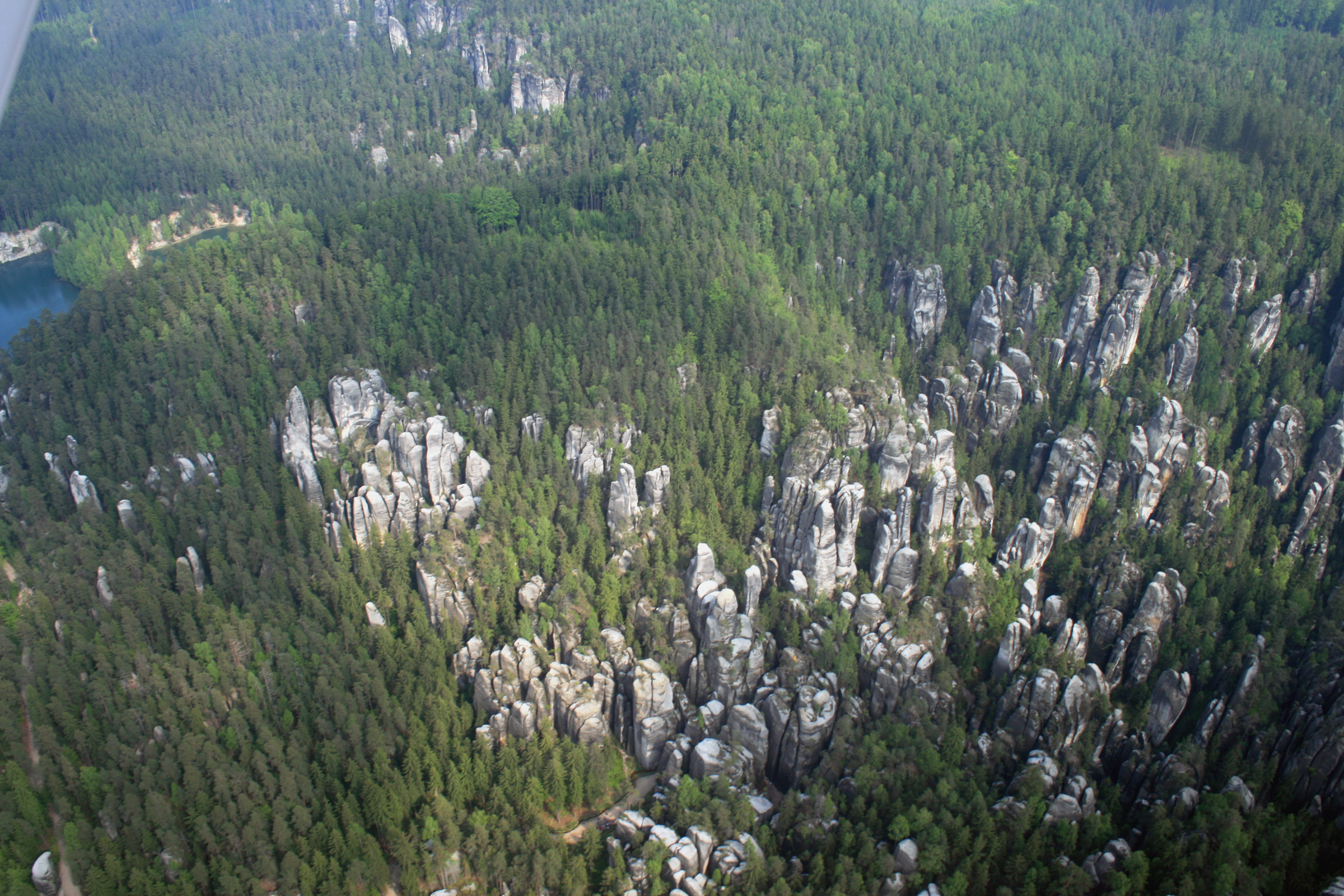
air view
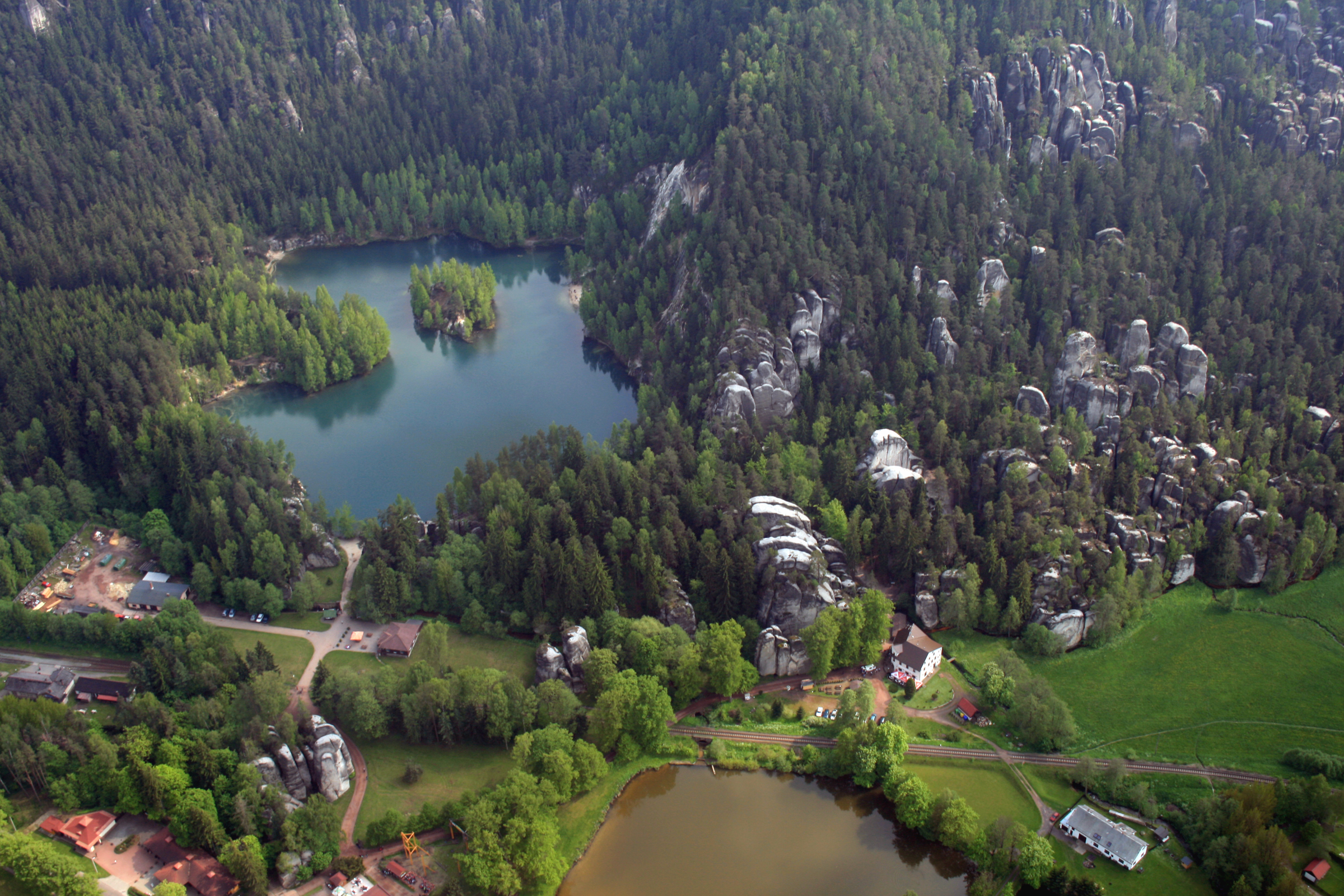
air view